# Liste der Monuments historiques in Villegusien-le-Lac
Die Liste der Monuments historiques in Villegusien-le-Lac führt die Monuments historiques in der französischen Gemeinde Villegusien-le-Lac auf.

## Liste der Immobilien
| Bezeichnung        | Beschreibung                                                                                             | Standort                                          | Kennzeichnung | Schutzstatus | Datum | Bild           |
| ------------------ | --- | ------------------------------------------------- | ------------- | ------------ | ----- | -------------- |
| Kirche St-Loup     | Chor und Glockenturm, um 1500                                                                            | Heuilley-Cotton, rue du Port-des-Vignottes (Lage) | PA00079073    | Inscrit      | 1925  | weitere Bilder |
| Château de Prangey | Schloss, 16. bis 18. Jahrhundert; mit Wassergräben, Brücken, Einfriedung und Teilen der Innenausstattung | Prangey, place Adrien-Guillaume (Lage)            | PA00079274    | Inscrit      | 1987  |                |
| Château de Piépape | Schloss, 1770 erbaut; mit Teilen der Innenausstattung                                                    | Piépape, rue de l’Église (Lage)                   | PA00079273    | Inscrit      | 1971  |                |
| Wegekreuz          | aus dem 16. Jahrhundert                                                                                  | Vesvres-sous-Prangey, Grande-Rue (Lage)           | PA00079275    | Inscrit      | 1926  |                |
| Friedhofskreuz     | aus dem 17. Jahrhundert                                                                                  | Prangey, place Adrien-Guillaume (Lage)            | PA00079276    | Inscrit      | 1926  |                |

## Liste der Objekte
| Bezeichnung                                    | Beschreibung | Standort                                                 | Kennzeichnung | Schutzstatus   | Datum | Bild |
| ---------------------------------------------- | --- | -------------------------------------------------------- | ------------- | -------------- | ----- | ---- |
| Gemälde Die heilige Familie                    | Ölfarbe auf Leinwand, 17. Jahrhundert | Heuilley-Cotton, in der Kirche St-Loup (Lage)            | PM52000541    | Classé         | 1974  |      |
| Skulptur Heiliger Lupus                        | Stein, Anfang des 16. Jahrhunderts | Heuilley-Cotton, außen an der Kirche St-Loup (Lage)      | PM52000542    | Classé         | 1974  |      |
| Wandgemälde Heiliger Lupus                     | mit Stifterfigur; aus dem 16. Jahrhundert | Heuilley-Cotton, in der Kirche St-Loup (Lage)            | PM52001784    | Inscrit        | 1974  |      |
| Skulpturengruppe Unterweisung Mariens          | Kalkstein, 16. Jahrhundert | Prangey, in der Kirche St-Amâtre (Lage)                  | PM52001822    | Inscrit        | 1974  |      |
| Taufbecken                                     | Stein, 15. oder 16. Jahrhundert; Holzdeckel, 19. Jahrhundert | Prangey, in der Kirche St-Amâtre (Lage)                  | PM52001823    | Inscrit        | 1974  |      |
| Skulptur Heiliger Mamas                        | Holz, farbig gefasst, 18. Jahrhundert | Saint-Michel, in der Kirche St-Michel (Lage)             | PM52001273    | Classé         | 1957  |      |
| Skulptur Heilige Barbara                       | Holz, farbig gefasst, Mitte des 18. Jahrhunderts | Villegusien-le-Lac, in der Kirche St-Denis (Lage)        | PM52001278    | Classé         | 1974  |      |
| Skulptur Johannes der Täufer                   | Kalkstein, Farbfassung übertüncht, um 1500 | Piépape, in der Kirche Notre-Dame-de-l’Assomption (Lage) | PM52001817    | Inscrit        | 1974  |      |
| Skulpturengruppe Vision des heiligen Hubertus  | Holz, farbig gefasst, Ende des 17. Jahrhunderts | Villegusien-le-Lac, in der Kirche St-Denis (Lage)        | PM52001275    | Classé         | 1971  |      |
| Skulptur Heiliger Mauritius                    | Holz, farbig gefasst, Mitte des 18. Jahrhunderts | Villegusien-le-Lac, in der Kirche St-Denis (Lage)        | PM52001280    | Classé         | 1974  |      |
| Hauptaltar                                     | Altarstufen, Altartisch, Altaraufbau, Tabernakel, Exposition und Retabel sowie zwei Türflügel; Kalkstein und Holz, farbig gefasst und vergoldet, 18. Jahrhundert | Villegusien-le-Lac, in der Kirche St-Denis (Lage)        | PM52001671    | Inscrit        | 1974  |      |
| Zwei Leuchterengel                             | Holz, farbig gefasst, versilbert und vergoldet, 18. Jahrhundert                                                                                                  | Villegusien-le-Lac, in der Kirche St-Denis (Lage)        | PM52001672    | Inscrit        | 1974  |      |
| Altarkreuz und zwei Altarleuchter              | Kupfer, versilbert, bezeichnet 1725 | Prangey, in der Kirche St-Amâtre (Lage)                  | PM52001271    | Classé         | 1974  |      |
| Skulptur Heiliger Sebastian                    | Holz, farbig gefasst, 18. Jahrhundert, Jean-Baptiste Bouchardon zugeschrieben                                                                                    | Saint-Michel, in der Kirche St-Michel (Lage)             | PM52001272    | Classé Inscrit | 1953  |      |
| Skulptur eines Heiligen mit Buch               | Stein, farbig gefasst, Mitte des 15. Jahrhunderts | Villegusien-le-Lac, in der Kirche St-Denis (Lage)        | PM52001277    | Classé         | 1974  |      |
| Skulptur Heiliger Desiderius (1)               | Holz, farbig gefasst, Anfang des 16. Jahrhunderts | Villegusien-le-Lac, in der Kirche St-Denis (Lage)        | PM52001279    | Classé         | 1974  |      |
| Relief Christi Geburt                          | Stein, farbig gefasst, 16. Jahrhundert | Villegusien-le-Lac, in der Kirche St-Denis (Lage)        | PM52001274    | Classé         | 1904  |      |
| Skulptur Heiliger Desiderius (2)               | Holz, farbig gefasst, 18. Jahrhundert | Villegusien-le-Lac, in der Kirche St-Denis (Lage)        | PM52001276    | Classé         | 1971  |      |
| Zwei Skulpturen: Jakobus der Ältere und Paulus | Stein, farbig gefasst, zweite Hälfte des 16. Jahrhunderts | Villegusien-le-Lac, in der Kirche St-Denis (Lage)        | PM52001673    | Inscrit        | 1974  |      |
| Pietà                                          | Stein, Farbfassung übertüncht, erste Hälfte des 16. Jahrhunderts                                                                                                 | Piépape, in der Kirche Notre-Dame-de-l’Assomption (Lage) | PM52001816    | Inscrit        | 1974  |      |
| Weihwasserbecken                               | umgenutztes Taufbecken; Stein, zweite Hälfte des 15. Jahrhunderts                                                                                                | Prangey, in der Kirche St-Amâtre (Lage)                  | PM52001906    | Inscrit        | 1974  |      |